# الألعاب الإسلامية النسائية 2001
عقدت الدورة الثالثة من الألعاب الإسلامية النسائية في طهران ورشت وإيران من الفترة 2-8 نوفمبر 2001. شارك في الألعاب 23 دولة و84 فريقاً، و795 رياضي في الألعاب، ونافسوا في خمسة عشر رياضة مختلفة. كان من المفترض أن يكون عدد الدول المشارك 34 دولة ولكن نظرا لأحداث 11 سبتمبر في الولايات المتحدة، والحرب في أفغانستان، تم تقليص العدد الأصلي، وأيضا تم خفض عدد المراقبين الدوليين. أشرف على الألعاب 389 حكم و9 مراقبين دوليين. فازت إيران الدولة المستضيفة للألعاب في هذه الدورة أيضا وتعتبر ثاني دورة تفوز بها بعد الألعاب الإسلامية النسائية 1997 بجموع 185 ميدالية وهذا العدد من الميداليات هو في الواقع ما يقرب من نصف الميداليات في دورة الألعاب.

## الدول المشاركة
| - أذربيجان - أفغانستان - المملكة المتحدة - البحرين - بنغلاديش - جمهورية الكونغو الديمقراطية - الكويت | - قرغيزستان - الهند - العراق - إيران - جزر المالديف - ماليزيا - المغرب - عمان | - باكستان - قطر - السنغال - السودان - سوريا - طاجيكستان - أوغندا - اليمن |  |

## الرياضات
نافست هذه الدورة في عدد من الرياضات المختلفة وهي: تنس الريشة، كرة السلة، الشطرنج، المبارزة، كرة القدم الخماسية، والجمباز وكرة اليد والكاراتيه والرماية والسباحة وتنس الطاولة والتايكواندو والتنس والكرة الطائرة.

## جدول الميداليات
| الترتيب | منتخب      | ذهبية | فضية | برونزية | المجموع |
| ------- | ---------- | ----- | ---- | ------- | ------- |
| 1       | إيران      | 77    | 65   | 43      | 185     |
| 2       | سوريا      | 18    | 17   | 15      | 50      |
| 3       | أذربيجان   | 8     | 11   | 13      | 32      |
| 4       | باكستان    | 6     | 22   | 31      | 59      |
| 5       | كازاخستان  | 4     | 1    | 1       | 6       |
| 6       | الكويت     | 2     | 3    | 1       | 6       |
| 7       | بنغلاديش   | 2     | 2    | 3       | 7       |
| 8       | أوغندا     | 2     | 1    | 0       | 3       |
| 9       | تركمانستان | 1     | 3    | 6       | 10      |
| 10      | العراق     | 1     | 2    | 5       | 8       |
| 11      | أفغانستان  | 0     | 2    | 2       | 4       |
| 12      | قطر        | 0     | 1    | 3       | 4       |
| 13      | السودان    | 0     | 0    | 4       | 4       |
| المجموع | المجموع    | 121   | 130  | 127     | 378     |